# La scelta del mazziere
La scelta del mazziere è una commedia di Patrick Marber. È stato rappresentato per la prima volta a Londra, presso il National Theatre. Per questo testo Marber ha conseguito il premio Evening Standard Award for Best Comedy.
È considerato il primo episodio di una trilogia sulla Londra contemporanea: i successivi capitoli sono: Closer e Howard Katz.

## Trama
Domenica sera in un ristorante di Londra: Stephen, il proprietario del locale, Sweeney il cuoco, e i due camerieri Frankie e “Pollo”, stanno attendendo la chiusura del locale per potersi riunire, come da tradizione, al tavolo verde del poker.
Stephen domina sugli altri tre personaggi, ciascuno dei quali rivela la sua vulnerabilità o la sua illusione: Frankie di diventare un giocatore professionista, Pollo di aprire il suo ristorante, Sweeney di risolvere la sua difficile situazione di vita di genitore separato.
A sorpresa arriva Carl, figlio di Stephen, con un personaggio misterioso, Ash. Carl ha perso al gioco una grossa somma e convince Ash a partecipare alla partita della sera nel ristorante, in modo tale da saldare il debito attraverso le sue vincite sugli altri.
Carl riesce sia a convincere Ash che a persuadere suo padre, con cui ha un rapporto molto disfunzionale, ad unirsi alla partita. Sfruttando abilmente le debolezze dei tre personaggi, Ash riesce a vincere su tutti, ma perde lo scontro decisivo con Stephen, il quale, comunque, gli permette di prendere i soldi che Carl gli deve.
Ormai emersa la verità, Carl e Stephen rimangono soli di fronte alla crisi del loro rapporto famigliare.

## Storia delle rappresentazioni
La prima produzione debuttò nella sala "Cottesloe" del National Theatre di Londra nel febbraio 1995. Era diretto dallo stesso autore e il cast includeva Nigel Lindsay, Phil Daniels, Tom Georgeson e Ray Winstone.

## Rappresentazioni in Italia
La scelta del mazziere è stato messo in scena in prima nazionale dalla Compagnia Teatrale Salamander in collaborazione con il Teatro Stabile di Genova, nella stagione 2007/2008 traduzione e regia di Marco Ghelardi, scene e costumi Laura Benzi, luci Sandro Sussi.
Di questa produzione fu lodata in modo particolare la regia, di cui si sottolineò la sua efficacia essenziale, senza sbavature né cedimenti alla maniera. Della traduzione si rilevò come fosse stata in grado di rendere i ritmi asciutti e taglienti del parlato e dello humour del testo originale.

## Rappresentazioni nel Regno Unito
La prima rappresentazione inglese fu diretta dallo stesso autore. Andò in scena presso la sala Cottsloe del National Theatre di Londra nel 1995. Nel cast compariva l'attore Ray Winstone.
Dal 28 settembre 2007, La scelta del mazziere è stato rappresentato presso il teatro Menier Chocolate Factory di Londra e in seguito presso i Trafalgar Studios nel West End, con la regia di Samuel West.
L'attore Stephen Wight vinse il premio The Milton Shulman Award come "Migliore Debutto" per la sua recitazione nella Scelta del mazziere. La produzione stessa fu nominata come "Migliore Revival" nell'ambito del Premio Olivier.